# Invererne House

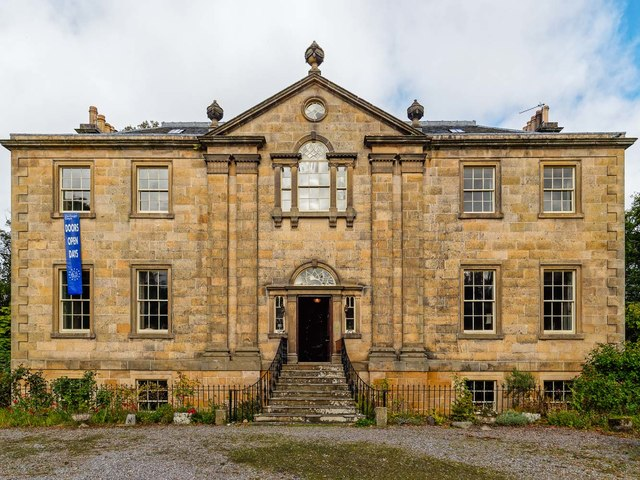
Inverne House

Invererne House ist ein Herrenhaus nahe der schottischen Ortschaft Forres in der Council Area Moray. 1971 wurde das Bauwerk in die schottischen Denkmallisten zunächst in der Kategorie B aufgenommen. Die Hochstufung in die höchste Denkmalkategorie A erfolgte 1989.

## Geschichte
Das Anwesen, das zu dieser Zeit noch Tannachy hieß, befand sich ab dem 16. Jahrhundert bis in das 18. Jahrhundert im Besitz der Familie Tulloch. Am Standort befand sich ein nicht näher beschriebener Herrensitz. Im Jahre 1772 wurde das Anwesen an den in der US-Kolonie Maryland lebenden Alexander Urquhart veräußert. 1817 erwarb General William Grant Tannachy. Er ließ um 1818 das heutige Herrenhaus errichten. Nach Grants Ableben im Jahre 1832 wurde das Anwesen an Peter Grant verkauft. Zwei Jahre später erhielt das Anwesen seinen heutigen Namen. Heute wird das Gebäude als Künstlerresidenz genutzt.

## Beschreibung
Invererne House steht isoliert wenige hundert Meter nördlich von Forres und ein kurzes Stück südlich der Mündung des Findhorn in den Moray Firth. Die südostexponierte Hauptfassade des zweigeschossigen Gebäudes ist fünf Achsen weit. Auf der Zentralachse tragen gepaarte kolossale korinthische Pilaster einen gebrochenen Dreiecksgiebel mit Ochsenauge im Tympanum. Das darunterliegende venezianische Fenster ist analog der Zentralachse pilastriert und durchbricht den Giebel. Eine gefächerte Vortreppe mit gusseiserner Balustrade führt zum Eingangsportal. Mit seinen schlanken Seitenfenstern, den Pilaster und dem halbrunden Kämpferfenster, das als neogotisches Maßwerk ausgeführt ist, greift das schlicht bekrönte Portal das Motiv des darüberliegenden venezianischen Fensters auf. Auf den übrigen Achsen und Fassaden sind zwölfteilige Sprossenfenster mit profilierten Faschen eingelassen. Das Plattformdach mit seinen traufständigen Kaminen ist mit Schiefer eingedeckt.